# Борозенская сельская община
Борозенская сельская община (укр. Борозенська сільська громада) — территориальная община на Украине, в Бериславском районе Херсонской области. Административный центр — село Борозенское.
Площадь общины — 325,8 км², население — 3903 человека (2017 г.).
Образована 4 апреля 2017 путем объединения Борозенского, Новокубанского и Чаривненского сельских советов Великоалександровского района.

## Населенные пункты
В состав общины входят 10 сел: Борозенское, Дмитренко, Костомарово, Красносельское, Кучерское, Новая Кубань, Пятихатки, Садок, Старица и Чаривное.